# Anna Pouzarová z Michnic
Anna Pouzarová z Michnic (? – 1598) byla česká šlechtična z rodu Pouzarů z Michnic, provdaná Kinská.

## Život
Narodila se jako jediný potomek Jana Pouzara z Michnic a jeho manželky Kateřiny z Malovic. 
23. listopadu 1567 se v Českém Krumlově provdala za Jana staršího Kinského z Vchynic (1536–1590), syna Václava I. Kinského, zakladatele dnešní linie rodu Kinských. Jan starší Kinský, pozdější karlštejnský purkrabí v té době sloužil jako dvořan na zámku v Českém Krumlově u jihočeských Rožmberků. Jeho zaměstnavatel, mocný Vilém z Rožmberka, mu uspořádal svatbu ve svém krumlovském sídle.
Z jejich manželství se narodilo jedenáct dětí, mezi nimi:
- Jan (1568–1599)
- Kateřina (1569–1643)
- Rudolf (1570–1598)
- Václav (1572–1626), císařský komorník, pokračovatel rodu
- Vilém Kinský (1574–1634), nejvyšší lovčí
- Radslav II. (1582–1660), odsouzen za účast na stavovském povstání, zemřel jako vážená osoba v Nizozemsku
- Oldřich (1583–1620), komorník

Po smrti Jana se dědicem rodového majetku a poručníkem nezletilých dětí stal jeho bratr Radslav starší ze Vchynic (†1619).